# 타잔

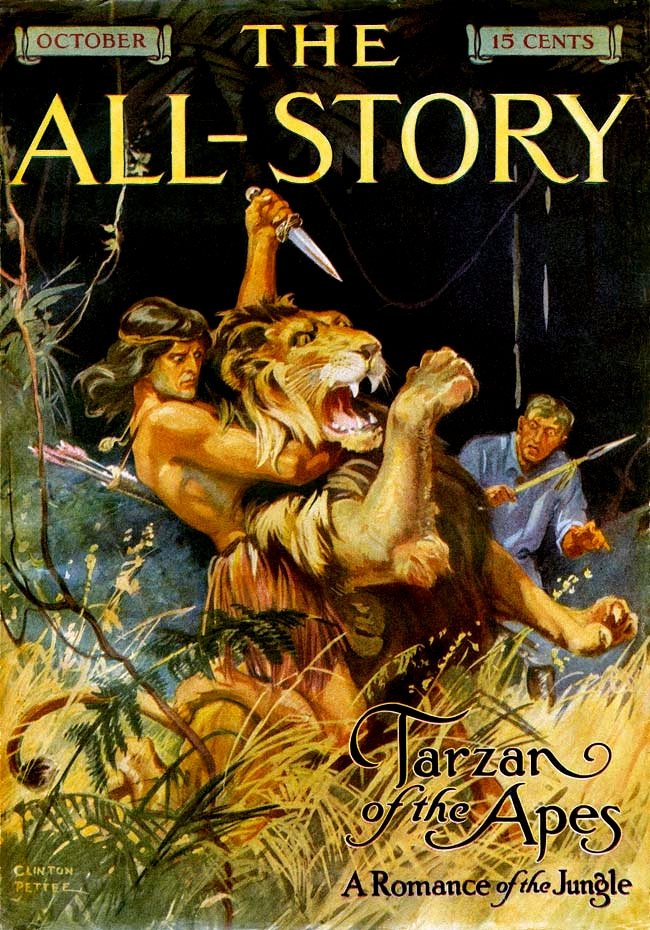
타잔이 처음 등장한 "All Story" 1912년 10월호

타잔(영어: Tarzan)은 미국의 소설가 에드거 라이스 버로스가 창조한 가공의 캐릭터이다. 유인원에 의해 아프리카 정글에서 자란 야생아이다. 나중에 문명을 경험하지만, 이를 거부하고 야생으로 되돌아간다.
소설 《유인원 타잔》(잡지 출판 1912년, 단행본 출판 1914년)에 처음 등장한 후, 23편의 속편, 버로스와 다른 작가의 여러 책, 그리고 승인받거나 승인받지 못한 수많은 매체에 등장한다.

## 약력
타잔은 반란군에 의해 아프리카 해안에 고립된 영국 영주와 부인의 아들이다. 타잔이 어렸을 때 어머니가 죽었고, 아버지는 타잔이 입양된 유인원 부족의 지도자 케르차크에게 살해당한다.
부모가 죽은 후 타잔은 야생의 아이가 되었고, 그의 유인원 부족은 과학에 알려지지 않은 거대한 유인원 종인 망가니(Mangani)로 알려져 있다. 칼라는 그의 원숭이 어머니이다. 버로스는 그의 여섯 번째 타잔 책인 《타잔의 정글 이야기》에서 타잔의 청소년기에 일어난 이야기를 추가했다.

### 이름
"타잔"은 버로스의 《정글의 제왕 타잔》에 따르면 그레이스토크 자작 존 클레이튼의 유인원 이름이다. 《유인원 타잔》의 내레이터는 "클레이튼"과 "그레이스토크"를 모두 허구의 이름으로 묘사하는데, 이는 타잔이 살고 있는 가상의 세계 내에서 그가 다른 진짜 본명이 있음을 암시한니다.
버로스는 타잔(Tarzan)을 결정하기 전에 잔타르(Zantar)와 투블랏잔(Tublat Zan)을 포함한 캐릭터의 다른 이름을 고려했다. 망가니 유인원의 언어로 타잔은 "하얀 피부"를 의미한다. 타잔에 대한 저작권은 미국 및 기타 국가에서 만료되었지만 Edgar Rice Burroughs, Inc.는 "Tarzan"이라는 이름을 상표로 주장한다.

### 제인
18살 때, 타잔은 제인 포터라는 젊은 미국 여성을 만난다. 그녀와 그녀의 아버지, 그리고 다른 일행은 20년 전 타잔의 인간 부모가 살았던 바로 그 해안 정글 지역에 고립된다. 제인이 미국으로 돌아갔을 때, 타잔은 정글을 떠나 자신의 진정한 사랑을 찾는다. 《타잔의 귀환》에서 타잔과 제인은 결혼하게 된다. 이후의 책에서 그는 영국에서 한동안 그녀와 함께 산다. 그들에게는 원숭이 이름 코락(살인자)을 가진 아들 잭이 있다. 타잔은 문명의 위선이라고 생각하는 것을 경멸하기 때문에 제인과 함께 아프리카로 돌아와 영국령 동아프리카의 광대한 영지에 집을 짓고 타잔의 이후 모험의 기반이 된다.
《타잔의 모험》에서 밝혀진 바와 같이, 타잔, 제인, 타잔의 원숭이 친구 은키마, 그리고 그들의 동료들은 소비자에게 불멸을 부여하는 카부루의 알약을 얻는다.

## 다른 매체 속의 타잔

### 영화
최초의 타잔 영화는 원작 소설을 각색한 무성 영화로, 캐릭터가 만들어진 지 몇 년 이내에 등장했다. 성인 타잔을 연기한 최초의 배우는 1918년 영화 유인원의 타잔에서 엘모 링컨이었다. 유성 영화의 출현으로 1930년대부터 1960년대까지 지속된 인기 있는 타잔 영화 프랜차이즈가 개발되었다. 1932년 《유인원 타잔(Tarzan the Ape Man)》을 시작으로 1948년까지 12편의 영화를 제작한 이 프랜차이즈는 전 올림픽 수영 선수 조니 와이즈뮬러가 주연을 맡았다. 1930년대의 타잔 영화에는 타잔의 침팬지 동료 치타, 그의 배우자 제인, 그리고 보통 "소년"으로만 알려진 입양된 아들이 자주 등장한다. 그러나 1959년부터 Sy Weintraub의 작품은 제인의 캐릭터를 삭제하고 타잔을 고독한 모험가로 묘사했다. 이후의 타잔 영화는 가끔씩 다소 특이했다.
버스터 크래브 주연의 《타잔 더 피어리스(1933)》와 브루스 베넷 주연의 《타잔의 새로운 모험(1935)》 등 메인 프랜차이즈와 경쟁한 여러 시리즈도 있었다.

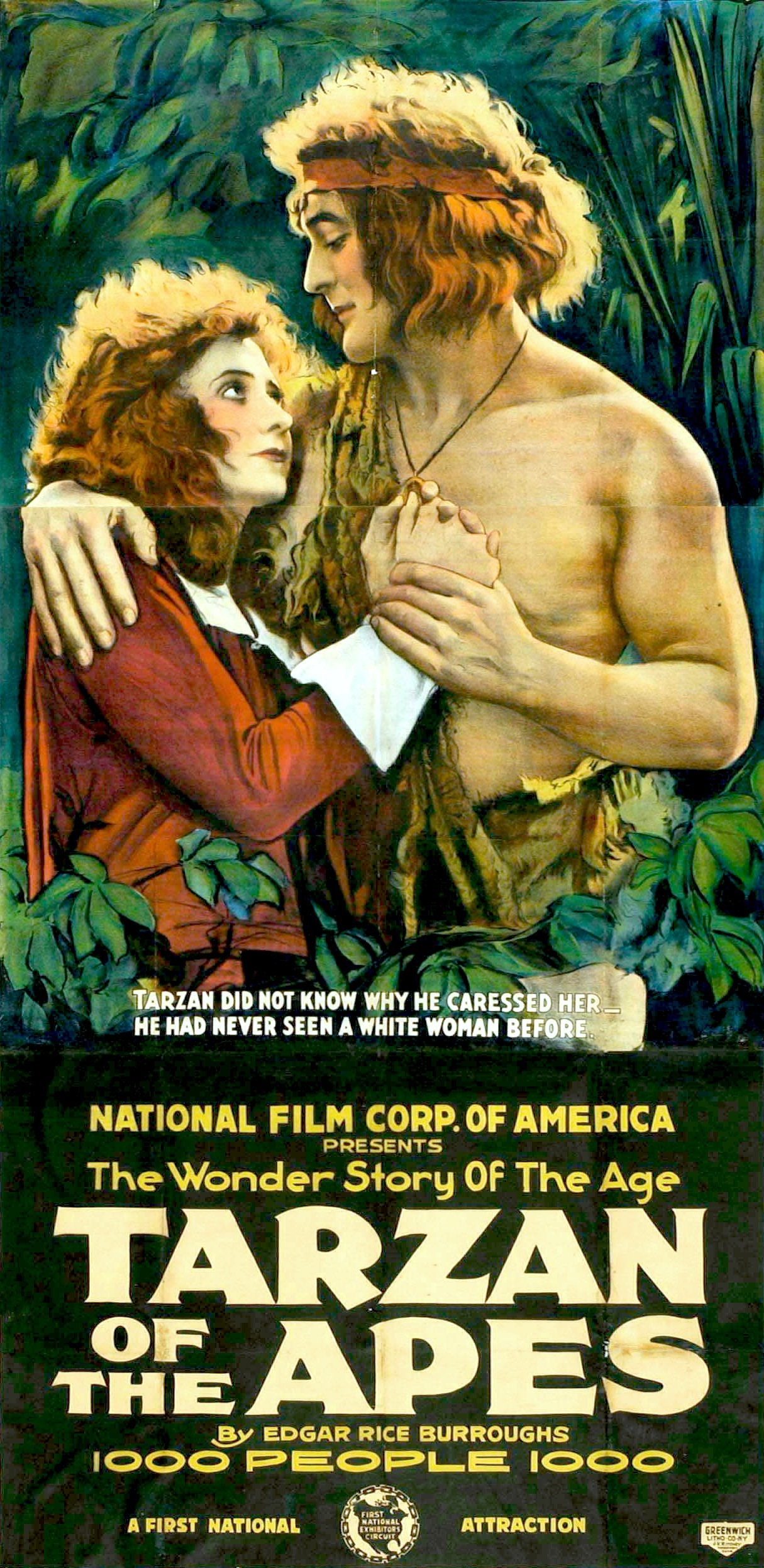
1918년 첫 무성 영화 포스터
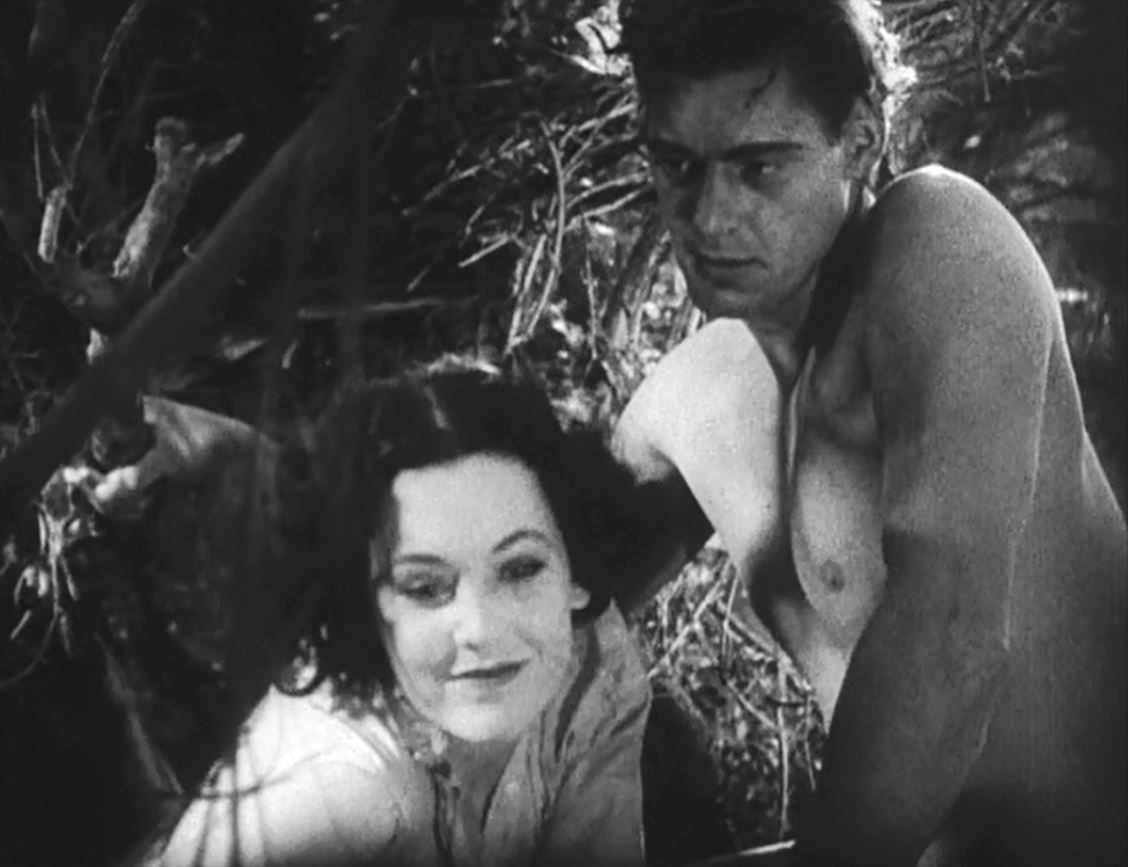
조니 와이즈뮬러와 모린 오설리번의 《유인원 타잔(1932)》
와이즈뮬러와 오설리번의 《타잔의 비밀 보물(1941)》
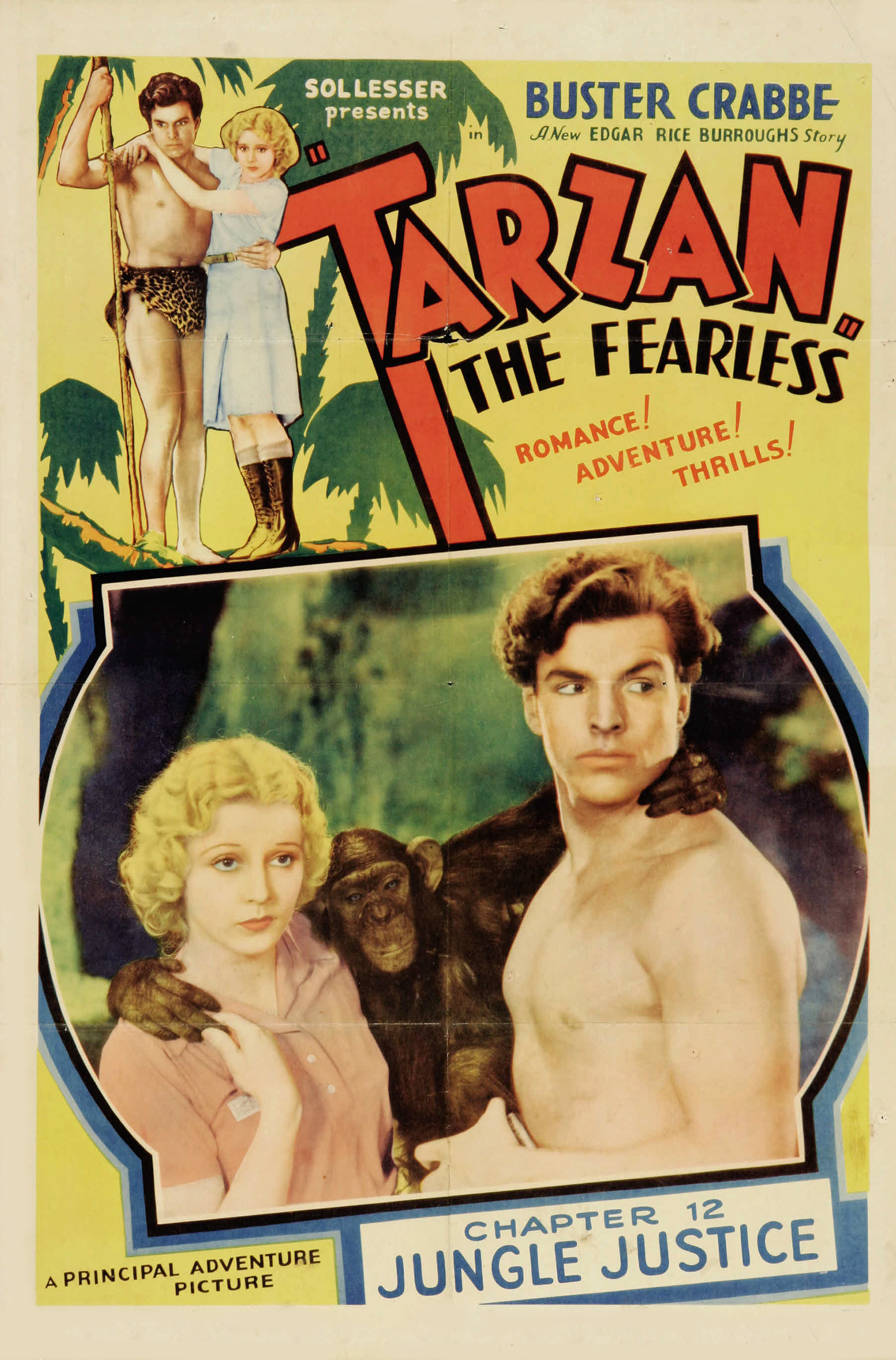
버스터 크래브의 타잔 시리즈

## 같이 보기
- 유인원
- 엔키두
- 야생아
- 모글리